# Low Abbotside
Low Abbotside – civil parish w Anglii, w North Yorkshire, w dystrykcie (unitary authority) North Yorkshire. W 2001 civil parish liczyła 99 mieszkańców.